# Eugenia poliensis
Eugenia poliensis là một loài thực vật có hoa trong Họ Đào kim nương. Loài này được Aubrév. & Pellegr. mô tả khoa học đầu tiên năm 1950.